# 郑德坤
郑德坤（1907年5月6日—2001年4月6日），福建厦门人，中国考古学家、历史学家。

## 生平

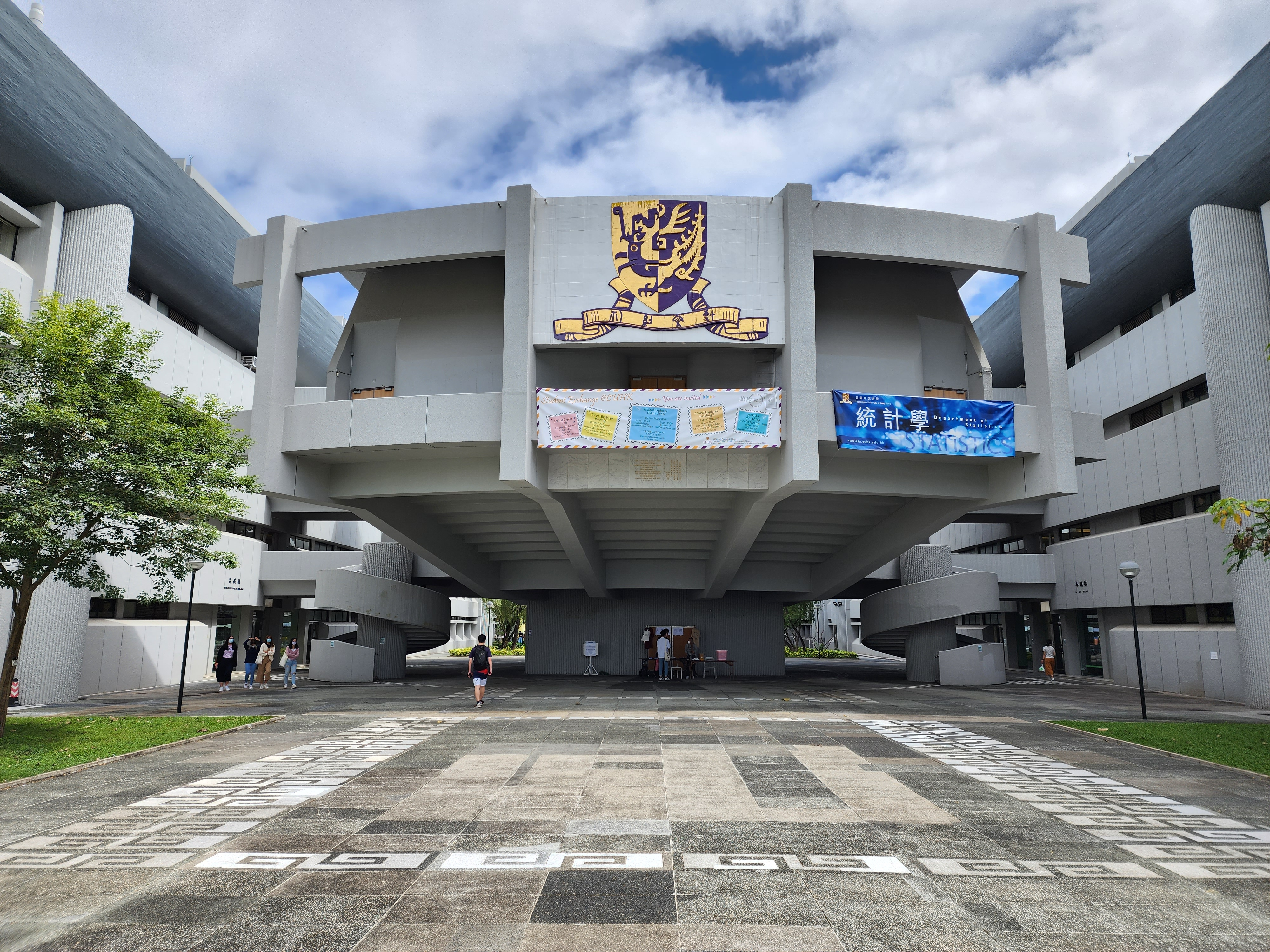
现香港中文大学科学馆大楼上的校徽由郑德坤夫妇于1978年捐7万港元兴建

郑德坤出生于厦门鼓浪屿，早年就读于其父亲任教的英华书院。1930年获燕京大学文学士学位。次年攻读研究生，师从顾颉刚、洪业等。1931年获硕士学位，留任哈佛燕京学社研究员。此后曾任教于厦门大学、华西协合大学。1938年赴美国哈佛大学留学，专攻考古学与博物馆管理。1941年获博士学位后返国，任教于华西协合大学并出任校博物馆馆长。1948年移居香港。1951年至1974年间，赴英国剑桥大学任教。后回到香港，任香港中文大学文学院院长、副校长。1978年创办香港中文大学中国考古艺术研究中心。1981年，再接任中國文化研究所所長，直至1986年因病退休。
郑德坤的研究涉及考古学、历史学、人类学、艺术史等诸多领域，著有《水经注引得》（1933年）、《四川古代文化史》（1946年）、《四川考古研究》（1957年）、《史前中国》（1959年）、《商代中国》（1961年）、《周代中国》（1963年）、《史前中国的曙光》（1966年）、《中国艺术和考古导论》（1973年）、《沙捞越考古》（1969年）、《中华民族文化史论》（1978年）、《中国考古学研究》（1982年）、《中国陶瓷研究》（1984年）等中英文学术著作。
2001年4月6日，郑德坤在香港去世，终年93岁。

## 家庭
郑德坤的父亲郑柏年是原厦门鼓浪屿英华中学（后并入厦门第二中学）校长。他的夫人黄文宗是厦门淘化公司创始人黄廷元之女，黄文宗之弟黄笃修则是东南亚知名实业家。郑德坤夫妇育有三子，分别名为郑忠训、郑正训（張永珍第二任丈夫）、郑川训。郑正训后来担任大庆石油公司董事长，并曾任香港考试局主席。